# Collège national des généralistes enseignants
 (juillet 2014).
Si vous disposez d'ouvrages ou d'articles de référence ou si vous connaissez des sites web de qualité traitant du thème abordé ici, merci de compléter l'article en donnant les références utiles à sa vérifiabilité et en les liant à la section « Notes et références ».
Le Collège national des généralistes enseignants est la principale société scientifique de médecine générale, en France, créé en 1983. Il représente 35 collèges régionaux, liés aux facultés de médecine françaises. Il a œuvré à la mise en place de la filière universitaire de la médecine générale. Celle-ci est composée en 2022 de 45 professeurs des universités, 46 maîtres de conférences des universités, 90 professeurs associés, 144 maîtres de conférences associés, 247 chefs de clinique et assistants universitaires de médecine générale ainsi que de 11837 maîtres de stage des universités. Cette filière permet un maillage du territoire français en accueillant l’ensemble des étudiants de deuxième cycle et ceux du DES de Médecine Générale.
Sur le plan international, le CNGE participe activement aux réseaux internationaux (Organisation mondiale de la santé, WONCA, EGPRN (pour la recherche), EURACT (pour l’enseignement), EQUIP (pour la qualité des soins).

## Activités
L’activité de CNGE Collège Académique se regroupe autour des pôles suivants :

### La pédagogie et l’enseignement
Le CNGE a mis en place et actualise le contenu du programme du D.E.S de Médecine Générale, afin d’encadrer les 13 817 internes du cursus. Il élabore ses procédures de validation, en concertation avec les tutelles et la conférence des doyens des UFR de Médecine. Avec l’ensemble de la communauté des enseignants universitaires de Médecine Générale, il participe à l’élaboration des outils de certification des compétences des étudiants à l’issue du D.E.S. Il collabore avec les autres disciplines à la formation des étudiants en médecine tout au long de leur cursus, notamment sur les 71 items de connaissance  de rang B relevant de la médecine générale introduits par la réforme du 2ème cycle des études de médecine.

### La recherche
Pour définir et compléter un contenu d'enseignement cohérent et faire progresser la discipline, CNGE Collège Académique fait de la recherche en soins primaires sa priorité. CNGE Collège Académique initie et développe des travaux de recherche en Médecine Générale en faisant appel au réseau recherche qu’il a constitué et qui regroupe un millier de membres.
Le CNGE appuie et fournit une aide méthodologique aux projets loco régionaux des équipes de généralistes enseignants qui le sollicitent. À son initiative, plusieurs études de portée nationale ou collaborations sur des projets internationaux sont actuellement en cours.

### La formation des généralistes enseignants
Afin de former les cadres de la discipline, de permettre de promouvoir l’excellence pédagogique et l’excellence de l’exercice médical, CNGE Formation propose, en collaboration avec les collèges régionaux, une offre variée et ciblée autour de la pédagogie et du soin. Le CNGE contribue ainsi à former plus de 2000 médecins par an.

### Les productions en médecine générale
Les productions du CNGE, élaborées par la communauté universitaire des généralistes, sont disponibles pour les étudiants, les enseignants de médecine générale et les médecins généralistes et disponibles sur le site d'Exercer.
Exercer est la revue francophone indépendante de médecine générale. Elle met à la disposition de chaque étudiant, chaque MSU, chaque tuteur et de tous les médecins généralistes, la documentation la plus pertinente pour la médecine générale et les soins premiers. Depuis 2010, la revue est disponible en ligne offrant une meilleure visibilité de ses publications. Les archives fournissent un contenu scientifique autour des trois champs de la discipline médecine générale : soins, recherche et sciences de l’éducation.
Les articles de soins répondent aux besoins des maîtres de stages universitaires et des internes de médecine générale ; des articles internationaux sont  résumés et commentés dans les rubriques phare et magazine.

### Le congrès du CNGE
Il se tient chaque année  dans une ville universitaire, grâce à la vitalité des collèges régionaux organisateurs. Il réunit les acteurs importants de la médecine générale. Le programme permet de faire bénéficier des éléments les plus formateurs, les plus novateurs, les plus intéressants parmi les nombreuses propositions de communication soumises, dans un esprit de convivialité. Le 21e congrès du CNGE s’est tenu à Lille Grand Palais du 1er au 3 décembre et a rencontré un succès  inédit par la fréquentation record avec 3000 participants. Il comptait 11 plénières, 7 tables-rondes, 183 communications orales, 43 communications affichées et 16 ateliers.

### Représentation disciplinaire de la médecine générale
Le CNGE est le collège des enseignants de la discipline et fédère les acteurs de la filière universitaire de médecine générale. À ce titre, il entretient des contacts permanents avec les autorités de tutelle, les Ministères (Ministère des Affaires sociales et de la Santé) et le Ministère de l'Enseignement supérieur et de la Recherche) ainsi que de leurs administrations.

## Les publications
- « exercer, la revue française de médecine générale » qui devient « exercer, la revue francophone de médecine générale » à partir de juin 2014
- Thérapeutique en Médecine Générale. Cet ouvrage est destiné aux médecins généralistes, aux maitres de stage des Universités et aux internes. Il a été rédigé afin d'aider à la prise en charge des problèmes de santé des patients au quotidien. Sa 4ème édition existe également sous le format d'une application numérique.
- Références en médecine générale pour le deuxième cycle: volume 1 et 2. Ces deux volumes traitent de 50 items de médecine générale, adaptés à la réforme en cours de l’examen dématérialisé national (EDN) et augmentent le corpus disciplinaire. Rédigés par les universitaires de médecine générale, ces items introduisent également la complexité et illustrent l’arbitrage permanent entre les dernières données de la science, le contexte de soins, et les préférences des patients.
- RSCA: de l'idée à la réalisation. Le Récit de situation complexe authentique (RSCA) est devenu consensuel dans la formation des internes engagés dans le D.E.S de médecine générale. Conçu comme un ouvrage de formation, d’aide à la rédaction et à la correction des RSCA, ce livre s'adresse aux internes de médecine générale, aux maîtres de stage des Universités, aux maîtres de stage hospitaliers et aux tuteurs. Les éléments nécessaires pour élaborer les traces écrites d’apprentissage demandées pendant le cursus sont présentés avec de nombreux exemples.
- Initiation à la recherche en médecine générale. Il a été réalisé par l’association française des jeunes chercheurs en médecine générale (FAYR-GP). Ce guide propose une synthèse pratique des méthodes de recherche dans le domaine de la santé. Il a particulièrement été écrit à destination des doctorants en médecine générale et de leurs directeurs de thèse.
- Recherche qualitative en médecine générale. Cet ouvrage a été écrit pour tous ceux intéressés par cette méthodologie, qu'ils soient internes, étudiants en sant ou directeurs de thèse. Écrit par des membres du GROUM-F (Groupe universitaire de recherche qualitative médicale francophone), issus des soins primaires et des sciences sociales, cet ouvragea pour objectif de transmettre de façon accessible une méthode complexe, sans la réduire à une simple technique.

## Bureau
Pour la période 2020-2022, le bureau de CNGE Collège Académique est composé de :
- Président : Pr Olivier Saint-Lary (UVSQ)
- Vice-Président : Pr Patrick Imbert (Grenoble)
- Secrétaire Générale : Pr Corinne Perdrix (Lyon)
- Secrétaire Générale adjointe : Dr Catherine Plotton (Saint-Etienne)
- Secrétaire Général adjoint : Dr François Carbonnel (Montpellier)
- Trésorier : Pr Cyrille Vartanian (Nantes)
- Trésorier adjoint : Dr Marc Chanelière (Lyon)
- Membres du bureau : Pr Marc Bayen (Lille), Pr Laurence Compagnon (Paris-Est-Créteil), Dr Julie Dupouy (Toulouse), Pr Christian Ghasarossian (Paris), Dr Xavier Gocko (Saint-Étienne), Dr Aurélie Janczewski (Aix-Marseille), Dr Catherine Laporte (Clermont-Ferrand), Pr Cédric Rat (Nantes), Dr Matthieu Schuers (Rouen).
- Présidents d'honneur : Pr. Jehan de Butler (+), Pr. François Bécret, Pr. Pierre-Louis Druais, Pr. Bernard Gay, Pr. Albert Hercek (+), Pr. Vincent Renard

## Histoire
Depuis 30 ans, le Collège National des Généralistes Enseignants œuvre pour que la médecine générale soit authentifiée comme une discipline scientifique avec un statut universitaire et sa contribution a été essentielle dans la mise en place de la Filière Universitaire de Médecine Générale.

### Les présidents du CNGE
Pr Jehan de Butler (1983-1989) - Pr François Bécret (1989-1992) - Pr Albert Hercek (1992-1996) - Pr Bernard Gay (1996-2002) - Pr Pierre-Louis Druais (2002-2010) - Pr Vincent Renard (2010-2020) - Pr Olivier Saint-Lary depuis 2020

### Le CNGE et les réformes de l’enseignement de la Médecine Générale[7]
1991
- Nomination des premiers enseignants universitaires associés de Médecine Générale

1997
- Le stage ambulatoire de médecine générale de 6 mois est institué et rendu obligatoire en 3e cycle

2003
- Le stage ambulatoire en soins primaires en autonomie supervisé (SASPAS), 2e stage de 6 mois en Médecine Générale, est institué de manière facultative dans le 3e cycle.

2004
- Suppression de l’internat en fin de 2e cycle et création des épreuves classantes nationales (ECN) avec le choix de la Médecine Générale au même titre que les autres filières.
- Création du Diplôme d’études spécialisé (D.E.S) de Médecine Générale au même titre que les autres spécialités.
- « L’École de Riom » se transforme en CNGE Formation.

2005
- Il existe des Départements de Médecine Générale dans toutes les facultés de médecine de France

2006
- Le Syndicat National des Enseignants de Médecine Générale est créé. Les deux structures, CNGE et SNEMG, œuvrant en synergie pour promouvoir le rôle et la fonction de la Médecine Générale au sein de l’université, ont permis d’autres réformes
- Intégration de la spécialité Médecine Générale au Conseil National des Universités (CNU) dans la sous section 53-01 (médecine interne, gériatrie et biologie du vieillissement, médecine générale et addictologie).

2007
- Création des prémices de la Filière Universitaire de Médecine Générale avec la nomination des 16 premiers Chefs de Clinique de Médecine Générale ; Associés dans un premier temps, ils deviendront Chefs de Clinique Universitaires (CCU) en 2008

2008
- Création de la Filière Universitaire de Médecine Générale avec la loi du 8 février 2008[8] et le décret du 28 juillet 2008[9]
- Revalorisation des indemnités des Enseignants Cliniciens Ambulatoires Maîtres de Stage

2009
- Nomination des premiers Enseignants Universitaires Titulaires de Médecine Générale par la voie de l’intégration
- Loi HPST : la place des soins primaires est définie en cohérence avec les autres niveaux de recours et le caractère obligatoire de la formation initiale dans l’université et en ambulatoire y est inscrit
- Redéfinition du stage en médecine générale en 2e cycle par arrêté pour en faire l’équivalent en ambulatoire d’un stage hospitalier

2011
- Les Enseignants Cliniciens Ambulatoires deviennent officiellement Maitres de Stage Universitaires (MSU)
- La première cheffe de clinique de Médecine Générale est nommée Maître de Conférence Universitaire par la voie du concours
- Les enseignants de Médecine Générale sont plus de 5000 en France. Tous rattachés à une faculté de médecine, Maîtres de Stage des Universités, attachés et chargés de cours, Chefs de Clinique Universitaires, Maîtres de Conférence et Professeurs Associés, Professeurs titulaires assurent la formation de tous les internes de Médecine Générale, mais aussi l’enseignement en 1er et 2e cycle des études médicales et les stages ambulatoires de 2e cycle. Avec la mise en place progressive d’un stage de Médecine Générale dans le 2e cycle, le nombre des enseignants de Médecine Générale est appelé à augmenter de façon importante dans les années à venir.

Le CNGE a connu un coup d’accélérateur considérable depuis le début des années 2000 avec :
- La reprise d’« exercer, la revue française de médecine générale » en 2001
- La création du Syndicat National des Généralistes Enseignants, le 1er avril 2006
- La restructuration par activités a conduit à la création de CNGE Collège Académique et de CNGE Formation. Ces entités sont membres, avec le SNEMG, du GIE Groupe CNGE à partir de janvier 2011. Les activités liées à la formation initiale de médecine générale du CNGE ressortent de CNGE Collège Académique.
- « L’école de Riom » devient CNGE formation en 2004, poursuivant le développement de la formation des généralistes enseignants dans les 3 champs : enseignement, recherche et soin. CNGE formation prend son autonomie avec son propre statut associatif en 2010 et ouvre ses formations aux médecins salariés.